# Isole Aru
Le isole Aru (anche isole Aroe o Kepulauan Aru) sono un arcipelago di 95 isole situate nella provincia di Maluku nell'Indonesia orientale.

## Geografia
L'arcipelago è il più orientale della provincia di Maluku ed è localizzato nel nord del mar degli Alfuri, tra il sud-ovest della Nuova Guinea e il nord dell'Australia. Si estende su una superficie totale di 8.563 km². L'isola più vasta è Tanahbesar (anche chiamata Wokam); Dobo, il principale porto dell'arcipelago, è sulla vicina piccola isola di Wamar. Altre isole di rilievo sono Kola, Kobroor, Maikoor, e Trangan.
Tutte le isole si presentano prevalentemente pianeggianti, o caratterizzate da basse colline, e tra loro sono separate da stretti canali o brevi tratti di mare. La vegetazione che ricopre le isole è un insieme di foreste pluviali tropicali e subtropicali, savane e mangrovie. L'arcipelago, durante le ultime glaciazioni, era connesso alle vicine Australia e Nuova Guinea, e proprio con questa ultima sono in stretta relazione sia la flora che la fauna.
La raccolta della madreperla è tra le principali risorse delle isole. Fra gli altri prodotti da esportazione vi sono il tabacco e la noce di cocco.
La colonizzazione da parte degli olandesi iniziò nel 1623.